# 艾林吉納埃環礁
艾林吉納埃環礁是太平洋由25個島嶼組成的環礁，屬於拉利克礁鏈的一部分，位於朗格拉普環礁以西約13公里，總土地面積2.8平方公里，中央的潟湖面積105.96平方公里，平均溫度攝氏27度。

## 外部連結
- Ailinginae Atoll Fact Sheet
- Oceandots site
- Marshall Islands site （页面存档备份，存于）
- Map of Ailinginae Atoll 1893 （页面存档备份，存于）
- Geography of the Marshall Islands, including Ailinginae Atoll